# Сёстры, возлюбившие Святой Крест
Сёстры, возлюбившие Святой Крест (фр. Amantes de la Croix, вьет. Dòng Mến Thánh Giá, LHC) — женская монашеская конгрегация епархиального права, основанная французским миссионером епископом Пьером Ламбером де ла Моттом. Первая женская католическая монашеская конгрегация, созданная в Индокитае.

## История
Женская монашеская конгрегация «Сёстры, возлюбившие Святой Крест» была основана в Тонкине в 1670 году французским миссионером епископом Пьером Ламбером де ла Моттом, который написал устав для этой организации на основе духовного правила визитанток. Монахини этой конгрегации кроме созерцательной молитвенной жизни занимались также преподаванием катехизиса и благотворительной деятельностью среди бедных и нуждающихся.

## В настоящее время
В настоящее время конгрегация действует на основе епархиального права как самостоятельная организация.
Монашеские общины конгрегации действуют во Вьетнаме, Лаосе, Таиланде, Германии и США.
В 1969 году в конгрегации было 559 сестёр, 227 новициаток и 257 постуланток в 323 монашеских домах. На январь 2002 года конгрегация было 4.822 сестёр.

## Святые конгрегации
- Кхамбанг, Люция (1917—1940) — мученица;
- Пхила, Агнесса (1909—1940) — мученица.

## Источник
- Annuario Pontificio, Libreria Editrice Vaticana, Città del Vaticano 2003, стр. 1473, ISBN 978-88-209-8355-0.
- Guerrino Pelliccia e Giancarlo Rocca (curr.), Dizionario degli Istituti di Perfezione (DIP), 10 voll., Edizioni paoline, Milano 1974—2003.